# Cailly-sur-Eure
Cailly-sur-Eure é uma comuna francesa na região administrativa da Normandia, no departamento de Eure. Estende-se por uma área de 3,35 km². Em 2010 a comuna tinha 217 habitantes (densidade: 64,8 hab./km²).